# Squadra ucraina di Coppa Davis
La squadra ucraina di Coppa Davis rappresenta l'Ucraina nella Coppa Davis, ed è posta sotto l'egida della Federazione tennistica ucraina.
La squadra partecipa alla competizione dal 1993, e non ha mai ottenuto risultati di rilievo. Fino al 1992, prima dell'ottenimento dell'indipendenza, i tennisti ucraini giocavano per l'Unione Sovietica e per la CSI. Come in tutti gli altri sport, anche nel tennis i risultati ottenuti da queste due rappresentative sono considerati parte dell'attuale squadra russa.

## Organico 2024
Vengono di seguito illustrati i convocati per ogni singolo turno della Coppa Davis 2024. A sinistra dei nomi la nazione affrontata e il risultato finale. Fra parentesi accanto ai nomi, il ranking del giocatore nel momento della disputa degli incontri (la "d" indica che il ranking corrisponde alla specialità del doppio).
| Qualificazioni Gruppo Mondiale | Qualificazioni Gruppo Mondiale                                                                                        |
| Stati Uniti (0-4)              | Vitaliy Sachko (165) Oleksii Krutykh (342) Viacheslav Bielinskyi (498) Vladyslav Orlov (598) Illja Beloborodko (1290) |
| ------------------------------ | --- |

| Gruppo I - Turno Principale | Gruppo I - Turno Principale                                                                                          |
| Israele (1-3)               | Vitaliy Sachko (386) Oleksandr Ovcharenko (416) Oleksii Krutykh (496) Vladyslav Orlov (560) Illja Beloborodko (1226) |
| --------------------------- | --- |

## Risultati
= Incontro del Gruppo Mondiale

### 2010-2019
| Anno | Turno                      | Data            | Sede                 | Avversario  | Punteggio | Esito     |
| ---- | -------------------------- | --------------- | -------------------- | ----------- | --------- | --------- |
| 2010 | Gruppo I, 1º turno         | 5-7 marzo       | Dnipro (UKR)         | Lettonia    | 4–1       | Vittoria  |
| 2010 | Gruppo I, 2º turno         | 7-9 maggio      | Bucarest (ROU)       | Romania     | 1–3       | Sconfitta |
| 2011 | Gruppo I, 2º turno         | 4-6 marzo       | Charkiv (UKR)        | Paesi Bassi | 2–3       | Sconfitta |
| 2011 | Gruppo I, Playoff          | 16-18 settembre | Bratislava (SVK)     | Slovacchia  | 1–4       | Sconfitta |
| 2012 | Gruppo II, 1º turno        | 10-12 febbraio  | Dnipro (UKR)         | Monaco      | 5–0       | Vittoria  |
| 2012 | Gruppo II, 2º turno        | 6-8 aprile      | Dnipro (UKR)         | Cipro       | 5–0       | Vittoria  |
| 2012 | Gruppo II, Playoff         | 14-16 settembre | Liepāja (LVA)        | Lettonia    | 3–2       | Vittoria  |
| 2013 | Gruppo I, 1º turno         | 1-3 febbraio    | Kremenčuk (UKR)      | Slovacchia  | 3–2       | Vittoria  |
| 2013 | Gruppo I, 2º turno         | 5-7 aprile      | Dnipro (UKR)         | Svezia      | 3–2       | Vittoria  |
| 2013 | Spareggi Gruppo Mondiale   | 13-15 settembre | Madrid (ESP)         | Spagna      | 0–5       | Sconfitta |
| 2014 | Gruppo I, 1º turno         | 31 gen.-2 feb.  | Dnipro (UKR)         | Romania     | 3–1       | Vittoria  |
| 2014 | Gruppo I, 2º turno         | 4-6 aprile      | Malmö (SWE)          | Svezia      | 4–1       | Vittoria  |
| 2014 | Spareggi Gruppo Mondiale   | 12-14 settembre | Tallinn (EST)        | Belgio      | 2–3       | Sconfitta |
| 2015 | Gruppo I, Playoff 1º turno | 17-19 luglio    | Stettino (POL)       | Polonia     | 1–3       | Sconfitta |
| 2015 | Gruppo I, Playoff 1º turno | 18-20 settembre | Vilnius (LTU)        | Lituania    | 4–1       | Vittoria  |
| 2016 | Gruppo I, Playoff          | 15-17 luglio    | Buča (UKR)           | Austria     | 3–2       | Vittoria  |
| 2016 | Spareggi Gruppo Mondiale   | 16-18 settembre | Osaka (JPN)          | Giappone    | 0–5       | Sconfitta |
| 2017 | Gruppo I, 2º turno         | 7-9 aprile      | Lisbona (PRT)        | Portogallo  | 1–4       | Sconfitta |
| 2017 | Gruppo I, Playoff 1º turno | 15-17 settembre | Ramat HaSharon (ISR) | Israele     | 5–0       | Vittoria  |
| 2018 | Gruppo I, 1º turno         | 3-5 febbraio    | Dnipro (UKR)         | Svezia      | 2–3       | Sconfitta |
| 2018 | Gruppo I, Playoff 1º turno | 13-15 settembre | Buča (UKR)           | Portogallo  | 3–1       | Vittoria  |
| 2019 | Gruppo I, Playoff          | 13-14 settembre | Ungheria (HUN)       | Ungheria    | 2–3       | Sconfitta |

### 2020-2029
| Anno | Turno                               | Data            | Sede             | Avversario    | Punteggio | Esito     |
| ---- | ----------------------------------- | --------------- | ---------------- | ------------- | --------- | --------- |
| 2020 | Gruppo Mondiale I, Playoff          | 6-7 marzo       | Zaporižžja (UKR) | Taipei cinese | 3–2       | Vittoria  |
| 2021 | Gruppo Mondiale I, Turno principale | 5-6 marzo       | Kiev (UKR)       | Israele       | 3–2       | Vittoria  |
| 2021 | Gruppo Mondiale I, Semifinale       | 26-27 novembre  | Oslo (NOR)       | Norvegia      | 1–3       | Vittoria  |
| 2022 | Gruppo Mondiale I, Playoff          | 4-5 marzo       | Adalia (TUR)     | Barbados      | 3–0       | Vittoria  |
| 2022 | Gruppo Mondiale I, Turno principale | 15-16 settembre | Vilnius (LTU)    | Ungheria      | 1–3       | Vittoria  |
| 2023 | Gruppo Mondiale I, Playoff          | 3-4 febbraio    | Leszno (POL)     | Libano        | 3–1       | Vittoria  |
| 2023 | Gruppo Mondiale I, Turno principale | 14-15 settembre | K'asp'i (GEO)    | Colombia      | 3–2       | Vittoria  |
| 2024 | Qualificazioni Gruppo Mondiale      | 1-2 febbraio    | Vilnius (LTU)    | Stati Uniti   | 0–4       | Sconfitta |
| 2024 | Gruppo Mondiale I, Turno principale | 13-14 settembre | Larnaca (CYP)    | Israele       | 1–3       | Sconfitta |

## Statistiche giocatori
Di seguito la classifica dei tennisti ucraini con almeno una partecipazione in Coppa Davis, ordinati in base al numero di vittorie. In caso di parità si tiene conto del maggior numero di incontri disputati; in caso di ulteriore parità viene dato più valore agli incontri in singolare; come quarto e ultimo criterio viene considerata la data d'esordio. In grassetto quelli tuttora in attività.

Aggiornato alla Coppa Davis 2025 (Tunisia-Ucraina 3-2).
| #  | Tennista             | Singolare | Doppio | Totale |
| -- | -------------------- | --------- | ------ | ------ |
| 1  | Serhij Stachovs'kyj  | 32-19     | 16-12  | 48-31  |
| 2  | Andrij Medvedjev     | 22-4      | 11-6   | 33-10  |
| 3  | Orest Tereshchuk     | 12-6      | 10-4   | 22-10  |
| 4  | Illja Marčenko       | 18-14     | 2-0    | 20-14  |
| 5  | Dmitrij Poljakov     | 11-2      | 8-5    | 19-7   |
| 6  | Serhij Bubka         | 10-4      | 6-8    | 16-12  |
| 7  | Denys Molčanov       | 2-2       | 9-8    | 11-10  |
| 8  | Andrei Rybalko       | 6-14      | 2-5    | 8-19   |
| 9  | Aleksandr Dolhopolov | 7-3       | 0-2    | 7-5    |
| 10 | Mikhail Filima       | 3-1       | 4-1    | 7-2    |
| 11 | Serhii Yaroshenko    | 4-4       | 1-0    | 5-4    |
| 12 | Oleksii Krutykh      | 3-2       | 2-2    | 5-4    |
| 13 | Andrei Dernovskiy    | 2-9       | 2-3    | 4-12   |
| 14 | Artem Smyrnov        | 3-8       | 1-2    | 4-10   |
| 15 | Dimitri Muzyka       | 3-1       | 1-1    | 4-2    |
| 16 | Ivan Serheev         | 4-0       | 0-0    | 4-0    |
| 17 | Illya Beloborodko    | 0-2       | 3-2    | 3-4    |
| 18 | Vladyslav Manafov    | 1-2       | 2-0    | 3-2    |

| #  | Tennista              | Singolare | Doppio | Totale |
| -- | --------------------- | --------- | ------ | ------ |
| 19 | Vladyslav Orlov       | 2-3       | 0-0    | 2-3    |
| 20 | Vitaliy Sachko        | 1-3       | 0-1    | 1-4    |
| 21 | Oleksandr Ovcharenko  | 1-3       | 0-0    | 1-3    |
| 22 | Viacheslav Bielinskyi | 1-2       | 0-1    | 1-3    |
| 23 | Victor Egorov         | 0-0       | 1-1    | 1-1    |
| 24 | Taras Beiko           | 1-0       | 0-0    | 1-0    |
| 25 | Dmytro Tolok          | 1-0       | 0-0    | 1-0    |
| 26 | Marat Deviatiarov     | 1-0       | 0-0    | 1-0    |
| 27 | Oleksandr Dolhopolov  | 0-0       | 1-0    | 1-0    |
| 28 | Denis Yakimenko       | 0-3       | 0-0    | 0-3    |
| 29 | Sergej Baranov        | 0-2       | 0-0    | 0-2    |
| 30 | Victor Trotsko        | 0-1       | 0-0    | 0-1    |
| 31 | Taras Demyanenko      | 0-1       | 0-0    | 0-1    |
| 32 | Andrei Stepanov       | 0-1       | 0-0    | 0-1    |
| 33 | Nikolai Dyachok       | 0-1       | 0-0    | 0-1    |
| 33 | Oleksandr Nedovjesov  | 0-1       | 0-0    | 0-1    |
| 34 | Danylo Kalenichenko   | 0-1       | 0-0    | 0-1    |
| 35 | Nikita Mashtakov      | 0-1       | 0-0    | 0-1    |

## Andamento
La seguente tabella riflette l'andamento della squadra dal 1990 ad oggi. Le colonne grigie indicano che la squadra non ha preso parte alla manifestazione in quegli anni, in quanto la squadra non esisteva.
| Pos.           | 90 | 91 | 92 | 93 | 94 | 95 | 96 | 97 | 98 | 99 | 00 | 01 | 02 | 03 | 04 | 05 | 06 | 07 | 08 | 09 | 10 | 11 | 12 | 13 | 14 | 15 | 16 | 17 | 18 | 19 | 21 | 22 | 23 | 24 |
| -------------- | -- | -- | -- | -- | -- | -- | -- | -- | -- | -- | -- | -- | -- | -- | -- | -- | -- | -- | -- | -- | -- | -- | -- | -- | -- | -- | -- | -- | -- | -- | -- | -- | -- | -- |
| Campione       |    |    |    |    |    |    |    |    |    |    |    |    |    |    |    |    |    |    |    |    |    |    |    |    |    |    |    |    |    |    |    |    |    |    |
| Finalista      |    |    |    |    |    |    |    |    |    |    |    |    |    |    |    |    |    |    |    |    |    |    |    |    |    |    |    |    |    |    |    |    |    |    |
| SF             |    |    |    |    |    |    |    |    |    |    |    |    |    |    |    |    |    |    |    |    |    |    |    |    |    |    |    |    |    |    |    |    |    |    |
| QF             |    |    |    |    |    |    |    |    |    |    |    |    |    |    |    |    |    |    |    |    |    |    |    |    |    |    |    |    |    |    |    |    |    |    |
| OF             |    |    |    |    |    |    |    |    |    |    |    |    |    |    |    |    |    |    |    |    |    |    |    |    |    |    |    |    |    |    |    |    |    |    |
| Qualificazioni | x  | x  | x  | x  | x  | x  | x  | x  | x  | x  | x  | x  | x  | x  | x  | x  | x  | x  | x  | x  | x  | x  | x  | x  | x  | x  | x  | x  | x  |    |    |    |    |    |
| Gruppo I       |    |    |    |    |    |    |    |    |    |    |    |    |    |    |    |    |    |    |    |    |    |    |    |    |    |    |    |    |    |    |    |    |    |    |
| Gruppo II      |    |    |    |    |    |    |    |    |    |    |    |    |    |    |    |    |    |    |    |    |    |    |    |    |    |    |    |    |    |    |    |    |    |    |
| Gruppo III     | x  | x  |    |    |    |    |    |    |    |    |    |    |    |    |    |    |    |    |    |    |    |    |    |    |    |    |    |    |    |    |    |    |    |    |
| Gruppo IV      | x  | x  | x  | x  | x  | x  | x  |    |    |    |    |    |    | x  |    |    |    |    |    |    | x  | x  | x  | x  | x  | x  | x  | x  | x  | x  |    |    |    |    |

Legenda
- Campione: La squadra ha conquistato la Coppa Davis.
- Finalista: La squadra ha disputato e perso la finale.
- SF: La squadra è stata sconfitta in semifinale.
- QF: La squadra è stata sconfitta nei quarti di finale.
- OF: La squadra è stata sconfitta negli ottavi di finale (1º turno). Dal 2019 sostituito dal Round Robin.
- Qualificazioni: La squadra è stata sconfitta al turno di qualificazione. Istituito nel 2019.
- Gruppo I: La squadra ha partecipato al Gruppo I della propria zona di appartenenza.
- Gruppo II: La squadra ha partecipato al Gruppo II della propria zona di appartenenza.
- Gruppo III: La squadra ha partecipato al Gruppo III della propria zona di appartenenza.
- Gruppo IV: La squadra ha partecipato al Gruppo IV della propria zona di appartenenza.
- x: Ove presente, la x indica che in quel determinato anno, il Gruppo in questione non è esistito.